# Minerva (automobilismo)
Minerva è un marchio di pneumatici low-cost; fu fondata dall'olandese Sylvain de Jong nel 1897. L'azienda prese il nome dalla dea della saggezza e dell'artigianato, a testimonianza della passione per la tecnica e l'ingegneria.
Nel 1902 Minerva iniziò a produrre auto di lusso, estremamente popolari tra i re di Belgio, Svezia e Norvegia.
Nel 1926 l'azienda fu acquisita da Marquet e nel 1934 ceduta a Impéria: fu ribattezzata Société Nouvelle Minerva ed iniziò a costruire camion e automobili su licenza di Adler; le auto venivano vendute con il marchio Minerva-Imperia.
Nel 1958 dichiarò bancarotta.
Rilevata dal gruppo Deldo nel 1992, inizialmente gli pneumatici venivano distribuiti da Continental AG.
Nel 2006 la produzione è stata trasferita in Cina, dove sono disponibili costi inferiori e una maggiore capacità produttiva.